# نقارة
النقارة هو طبل يُستعمل في الشرق الأوسط. وهو آلة جلدية من مجموعة طبل الدفية. استخدم الطبل أيضا في أورُبة بعد الحروب الصليبية، وعٌرف باسم (naccaire) أو (naker).

## الشكل
الجزء المستدير من النقارة مصنوع من الطين المخبوز، بينما يتكون الجانب المسطح من جلد معالج مثبت حول الحافة بخيط مشدود على ظهر الوعاء.

## الاستعمال
كثيرا ما يُستعمل زوجين من طبل النقارة مرة واحدة، حيث أنّ الاكتفاء بطبل يُنتج إيقاعا منخفضا. يتم ضرب الطبل بعصي خشبية قصيرة مثنية.

## الأصناف

### العراق والدول العربية الأخرى
النقارات نصف كروية مع جلد ممتد فوقه، تتكون من طبلين معا. النقارات هي إحدى الآلات الإيقاعية المستخدمة بمجموعات الجالغي في مقام العراق.

### إيران
يمكن العثور على النقارات بأحجام مختلفة في مناطق مختلفة من إيران، منها النقّارة الشمالية وديساركوتان.

### الهند

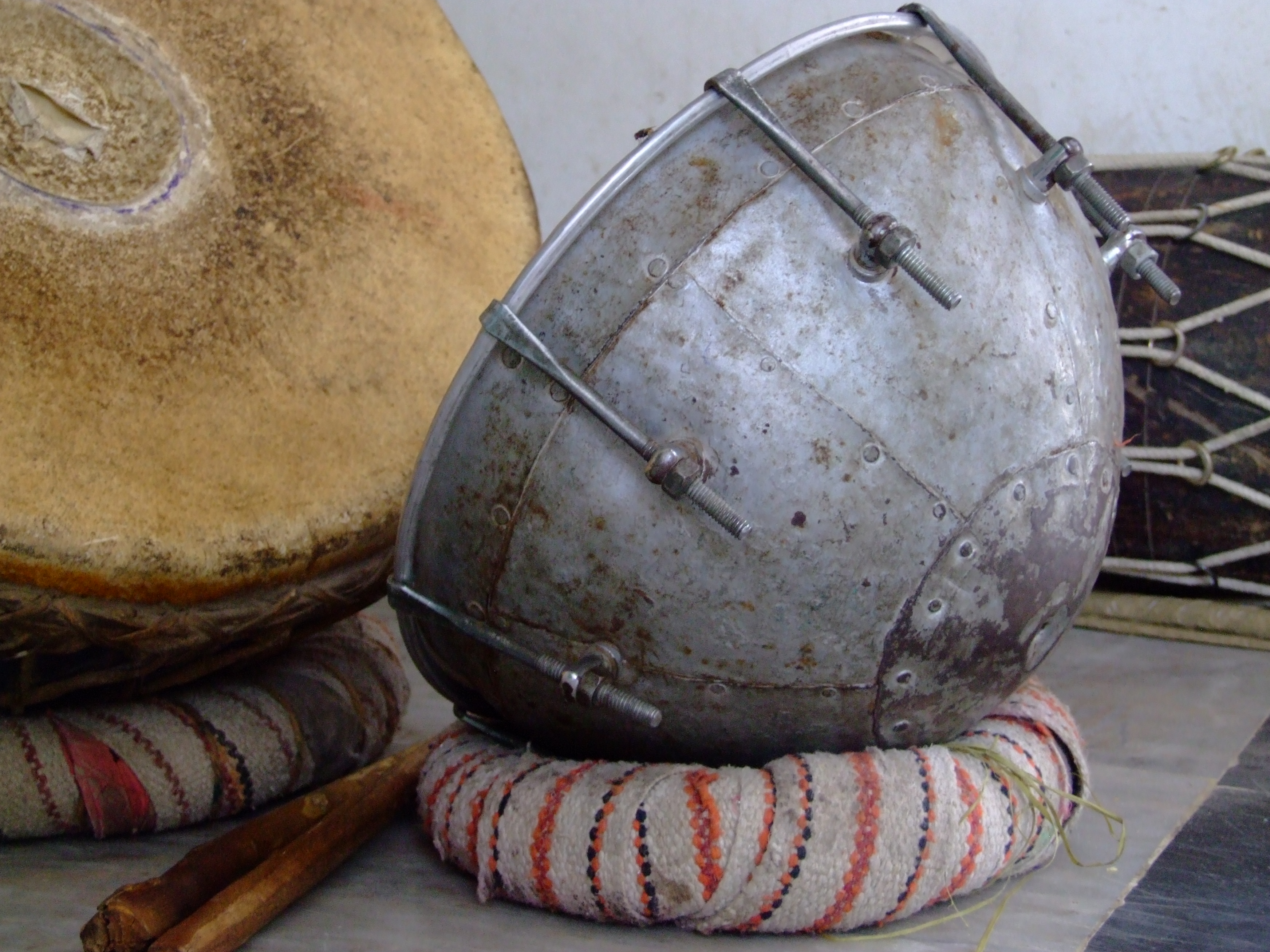
نوع من النقارة، في راجستان

توجد النقارة أيضًا في الهند، حيث تُلفظ الكلمة نقارا أو نقادا. وهي عبارة عن دفية مزدوجة تُستخدم تقليديًا في نوبات «تسعة أشياء»، وهي مجموعة تقليدية من تسعة أدوات. يتم لعبها أيضًا بالعصي. اليوم، تُستخدم هذه الأداة عادةً لمرافقة (shehnai) أو «المزمار الهندي»، وهو عنصر لا غنى عنه في أي حفل زفاف في شمال الهند.

### أذربيجان

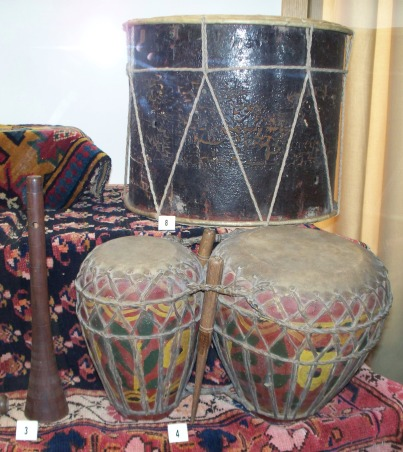
غوشة نقارة بالزرنة

يوجد في أذربيجان نوع من الدفية يسمى غوشة نقارة. وغوشة تعني «زوج».

### تركيا
في تركيا، تُلفظ هذه الكلمة (nakkare) وتشير إلى دفية صغيرة تُضرب باليدين أو بعصي. وهناك كوس (Kös)، وهي دفية عملاقة يتم عزفها على ظهور الخيل. تم استخدام هذه الطبول في موسيقى مهترخانه العثمانية.

### أوزبكستان
في أوزبكستان تسمى دفية النقارة (Dulnaqara)، وهي دفية كبيرة تعطي صوتًا منخفضًا وصاخبًا (أي «توم»). وهناك (Reznaqara) وهي عبارة عن دفية صغير تعطي صوتًا عاليًا وصاخبًا (أي «تاك»). هناك أيضا (Koshnaqara) عبارة عن دفية صغير، عبارة عن زوج من الأواني الفخارية من جلد الماعز.

### أوروبا

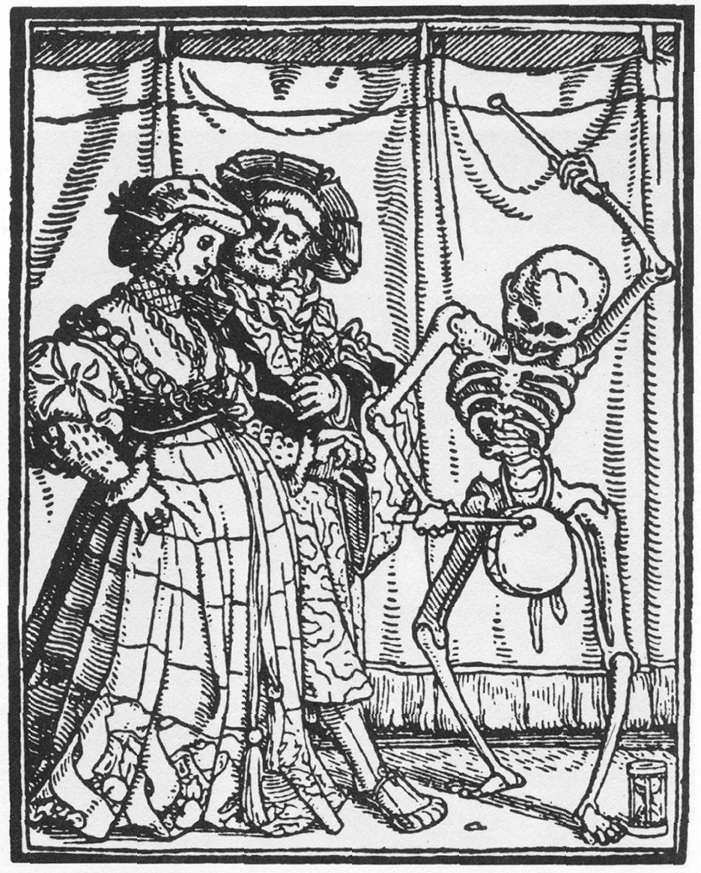
نقش خشبي ألماني في أوائل القرن السادس عشر.

اعتُمِدت الطبلات في أوروبا أثناء الحروب الصليبية في القرن 13، وبعد اتصال مع الساراكينوس الموسيقيين الذي يلعبون بالطبول، اشتُقَّ من الكلمة العربية «نقارة» الكلمة الفرنسية (nacaires)، والكلمة الإيطالية (naccheroni)، والكلمة الإنجليزية (nakers). انتشرت الآلة بسرعة ووصلت إلى إنجلترا في القرن 14. هذه الآلة مرئية جدًا في الأعمال الفنية والأيقونات الأوروبية لتلك الفترة، قبل أن تتلاشى عن الأنظار في القرن 17.

يصفها قاموس غروف للموسيقى:
كانت نصف كروية إلى حد ما، وقطرها بين 15 و25 سم، وعادة ما يتم لعبها في أزواج، معلقة أمام المُؤدّي. كانت تُعزف عادةً بأعواد الطبل، بشكل أساسي للأغراض العسكرية، ولكن أيضًا في الرقص والموسيقى الاستعراضية.

### جورجيا

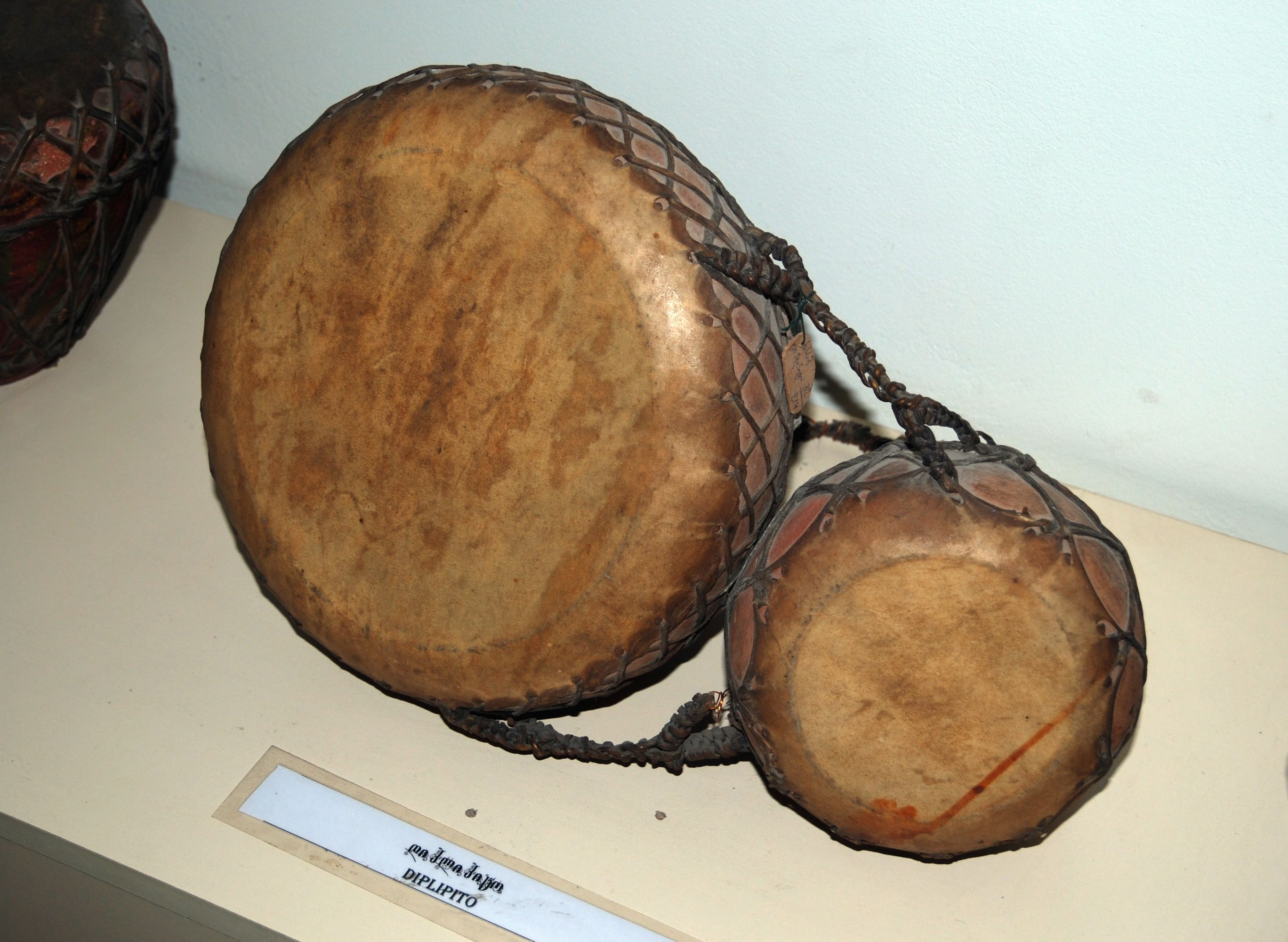
ديليبيتو (Diplipito)

ديليبيتو (Diplipito) هي آلة قرع واسعة الانتشار في جميع أنحاء جورجيا. وهي تتألف من أواني فخارية صغيرة مخروطية الشكل (برطمانات) من نفس الارتفاع ولكن بعرض مختلف ومغطاة بالجلد. أحد الأواني الفخارية أصغر من الآخر. يوجد حبل يربط البرطمانين معًا. ارتفاعها بين 200 و250 مم، وقطرها بين 90 مم و 170 مم. يتم لعب الدبلبيتو بعصا صغيرة تسمى «أرجل الماعز». تُستخدم الأداة لتوفير إيقاعات للموسيقى الصوتية وموسيقى الرقص. غالبًا ما يتم دمجها مع أدوات مثل دودوك وبوزيكا باندوري والسلاموري. يتم لعب الدبلبيتو بشكل عام من قبل الذكور، ويلعب دورًا مهمًا في الفرق الشعبية الجورجية.

## روابط خارجية
- History of Naqqara from ancient times until the 18th century; in German: Janissary instruments and Europe
- https://web.archive.org/web/20110721025924/http://www.hangebi.ge/diplipitoen.htm
- Chisholm, Hugh, ed. (1911). "Nacaire" . Encyclopædia Britannica (بالإنجليزية) (11th ed.).
- Musical Instruments of Rajasthan